# 常盤通駅
常盤通駅（ときわどおりえき）は、大阪馬車鉄道として現在の阪堺電気軌道上町線が開業した時設置された、現在の天王寺駅前 - 阿倍野間の併用軌道上にあった駅。駅があった場所は、現在の地下鉄谷町線阿倍野駅1号出入口付近にあった。駅名の由来は、その近くにあった「常盤通」に由来。

## 歴史
- 1900年（明治33年）9月20日：大阪馬車鉄道、天王寺西門前 - 東天下茶屋間の開業時に開業。
- 1908年（明治41年）2月1日：電化工事による全線廃止のため、一旦、廃駅。
- 1910年（明治43年）10月1日：天王寺西門前 - 住吉神社前間で電車の運転を開始され、復活。
- 戦後（時期不明）：天王寺駅前駅が南に移動したため廃駅[注釈 2]。